# Boris Lagutin
Boris Lagutin, född 24 juni 1938 i Moskva, död 4 september 2022 i Moskva, var en rysk boxare som tävlade för Sovjetunionen.
Lagutin blev olympisk mästare i lätt mellanvikt i boxning vid sommarspelen 1968 i Mexico City.